# Apertochrysa eurydera
Apertochrysa eurydera är en insektsart som först beskrevs av Navás 1910.  Apertochrysa eurydera ingår i släktet Apertochrysa och familjen guldögonsländor. Inga underarter finns listade i Catalogue of Life.